# Bala Raja
Bala Raja is een bestuurslaag in het regentschap Tangerang van de provincie Banten, Indonesië. Bala Raja telt 11.178 inwoners (volkstelling 2010).